# Einstellmappe

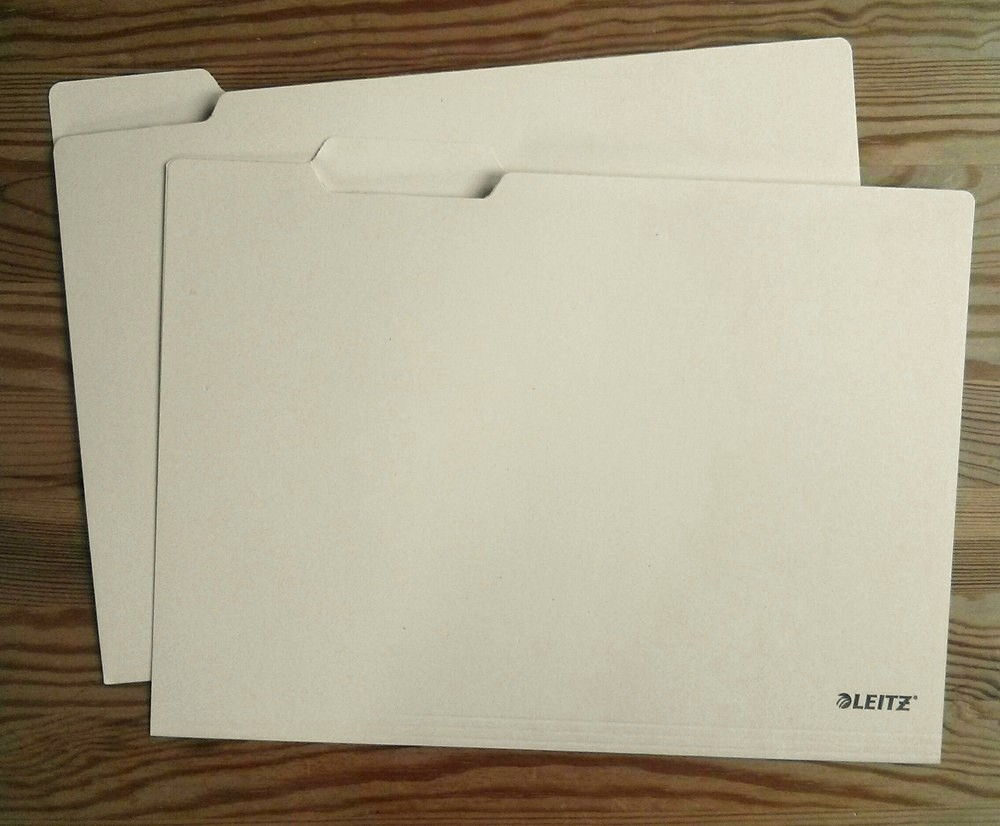
Einstellmappen

Die Einstellmappe ist ein Umschlag aus Papier, meistens der Größe DIN A3 und in der Mitte so gefaltet, dass sie lose Blätter der Größe DIN A4 beinhalten kann. Sie ist eine besondere Form der Mappe.
Einstellmappen sind für die Aufbewahrung loser Blätter in einer Hängemappe einer Hängeregistratur konzipiert. Manche haben daher Reiter, die vom offenen oberen Rand herausragen.
Einstellmappen sind oft chamois oder hellbraun und werden in manchen Ländern, insbesondere der USA, noch aus Manilahanf hergestellt und deshalb manila folder genannt.